# بیت نعامه (یمن)
 بیت نعامه  به عربی ( بیت الُنعَامه )، روستا یی است در ناحیهٔ (بلدة القرب)، در پایهٔ کوه (جبل عیبان) از توابع استان ذَمار در کشور یمن در شبه جزیره عربستان. 
جمعیت آن ۷۹ نفر (۹ خانوار) می‌باشد.